# Vanhoeffenura symmetrica
Vanhoeffenura symmetrica is een pissebed uit de familie Munnopsidae. De wetenschappelijke naam van de soort is voor het eerst geldig gepubliceerd in 1962 door Robert J. Menzies.